# Écozone néotropicale : plantes à graines par nom scientifique (H)
à compléter par ordre alphabétique

## Ha

### Haa
- Haageocereus - fam. Cactacées (Cactus)
  - Haageocereus decumbens
  - Haageocereus limensis
  - Haageocereus multiangularis
  - Haageocereus versicolor

### Har
- Harrisia - fam. Cactacées (Cactus)
  - Harrisia adscendens
  - Harrisia bonplandii
  - Harrisia brookii
  - Harrisia eriophora
  - Harrisia gracilis
  - Harrisia guelichii
  - Harrisia hahniana
  - Harrisia martinii
  - Harrisia pomanensis
  - Harrisia pomanensis
  - Harrisia tortuosa

### Hat
- Hatiora - fam. Cactacées (Cactus)
  - Hatiora epiphylloides
  - Hatiora gaertneri
  - Hatiora hermeniae
  - Hatiora rosea
  - Hatiora salicornioides

## He

### Hel
- Heliconia - fam. Héliconiacées
  - Heliconia aurantiaca

- Heliocereus - fam. Cactacées (Cactus)
  - Heliocereus aurantiacus
  - Heliocereus cinnabarinus
  - Heliocereus schrankii
  - Heliocereus speciosus

## Hy

### Hyl
- Hylocereus - fam. Cactacées (Cactus)
  - Hylocereus calcaratus
  - Hylocereus costaricensis
  - Hylocereus escuintlensis
  - Hylocereus extensus
  - Hylocereus lemairei
  - Hylocereus minutiflorus
  - Hylocereus monacanthus
  - Hylocereus ocamponis
  - Hylocereus stenopterus
  - Hylocereus triangularis
  - Hylocereus trigonus
  - Hylocereus undatus

### Hyp
- Hyptis
  - Hyptis conferta
    - Hyptis conferta angustifolia